# Monterblanc
Monterblanc é uma comuna francesa na região administrativa da Bretanha, no departamento Morbihan. Estende-se por uma área de 25,39 km². Em 2010 a comuna tinha 3 364 habitantes (densidade: 132,5 hab./km²).